# 三十六行
三十六行是中國唐代社会主要行业的統稱，反映當時社会行业的分工。三十六行延伸出中國民間常用的七十二行或三百六十行的行業分類之說。
三十六行的論述，見於宋代周輝的《清波杂录》。徐珂在《清稗类钞·农商类》中说：“三十六行者，种种职业也。就其分工而约计之，曰三十六行，倍则为七十二行，十之则为三百六十行。”可見三十六行只是虚指数，實非具体数字。

## 主要行业
三十六行分別指：
1. 肉肆行
2. 宫粉行
3. 成衣行
4. 玉石行
5. 球宝行
6. 丝绸行
7. 麻行
8. 首饰行
9. 纸行
10. 海味行
11. 鲜鱼行
12. 文房用具行
13. 茶行
14. 竹木行
15. 酒米行
16. 铁器行
17. 顾绣行
18. 针线行
19. 汤店行
20. 药肆行
21. 扎作行
22. 仵作行
23. 巫行
24. 驿传行
25. 陶土行
26. 棺木行
27. 皮革行
28. 故旧行
29. 酱料行
30. 柴行
31. 网罟行
32. 花纱行
33. 杂耍行
34. 彩兴行
35. 鼓乐行
36. 花果行

## 参看
- 中国老行业
- 三百六十行